# 任達冰川

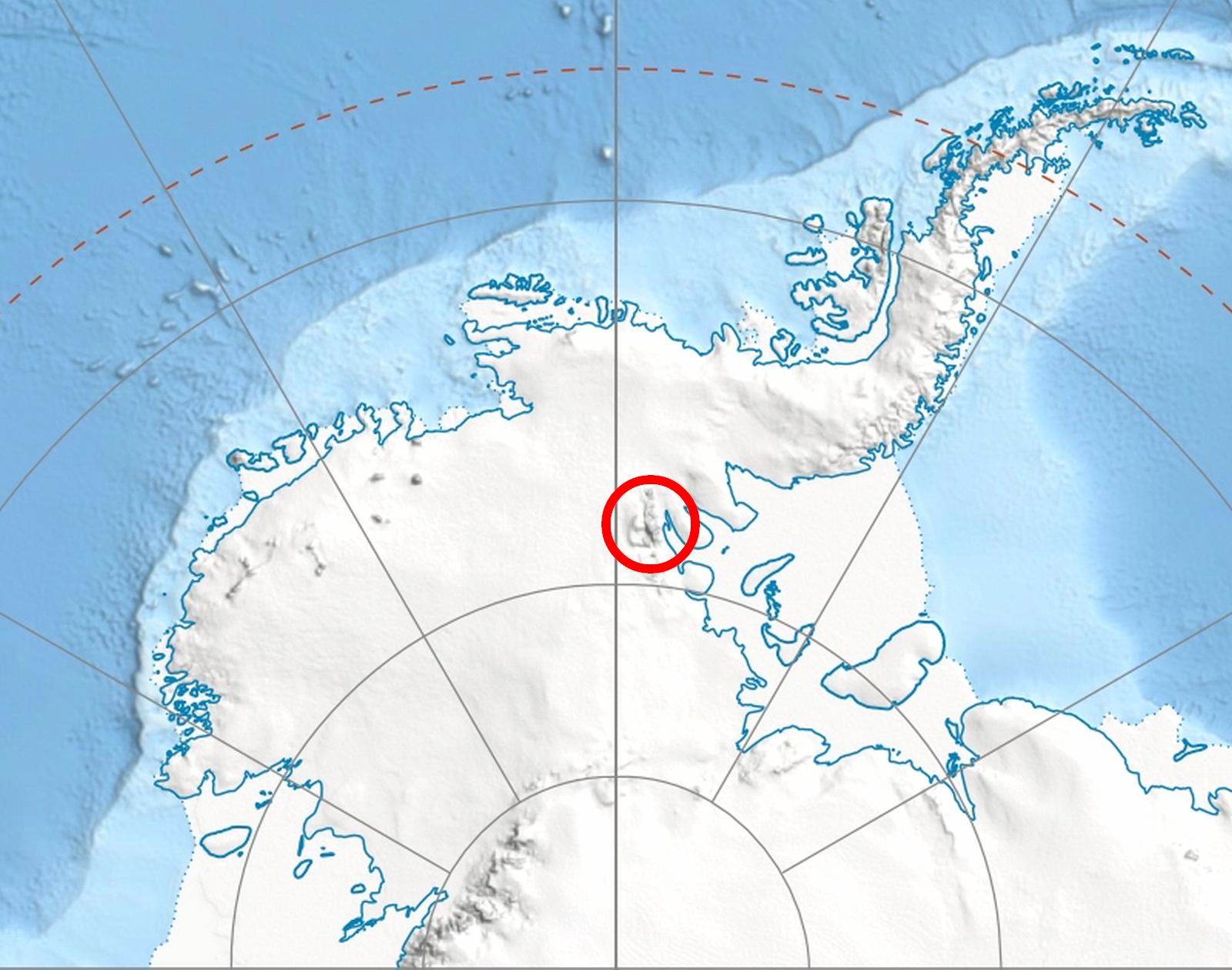

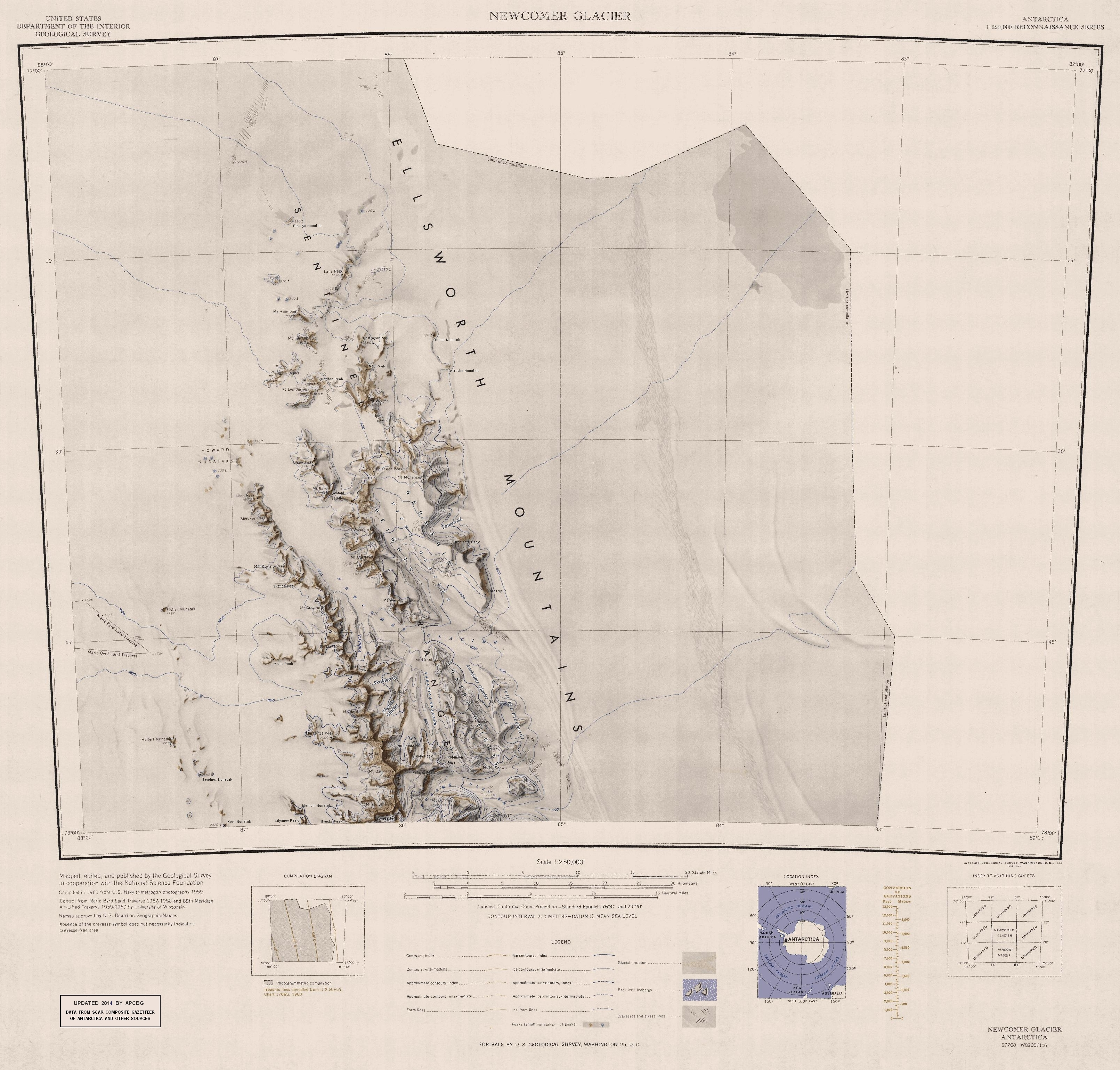

任達冰川（英語：Zhenda Glacier），是南極洲的冰川，位於埃爾斯沃思地，屬於埃爾斯沃思山脈中森蒂納爾嶺的一部分，長8公里、寬4.8公里，最終在蘭寧山以西注入薩巴茲烏斯冰川，現時由南極條約體系管理。